# الدورة 3 للجنة التراث العالمي
الدورة الثالثة للجنة التراث العالمي انعقدت في الفترة ما بين 22 أكتوبر وحتى 26 أكتوبر من العام 1979، وذلك في مدينة الأقصر بمصر.

## الأعضاء
- الجزائر
- الأرجنتين
- أستراليا
- بلغاريا
- الإكوادور
- مصر
- فرنسا
- غانا
- إيران
- العراق
- إيطاليا
- نيبال
- نيجيريا
- باكستان
- بنما
- السنغال
- السودان
- سويسرا
- تونس
- الولايات المتحدة